# 로열 드 뤽스
로열 드 뤽스(프랑스어: Royal de Luxe)는 1979년 낭트에서 결성된 거대 인형극 거리 공연 단체다.

## 갤러리

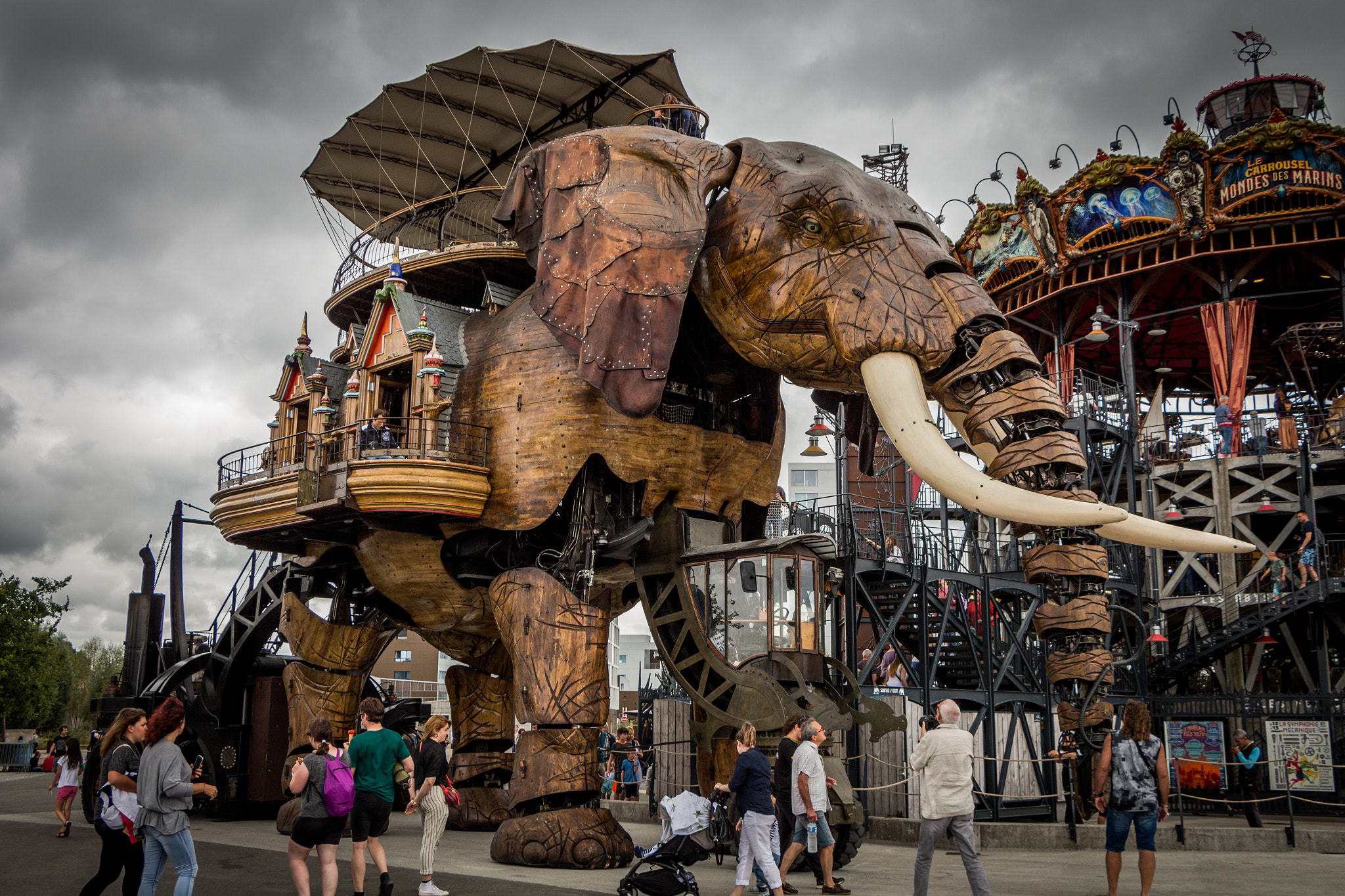
작품 '술탄의 코끼리' 가운데
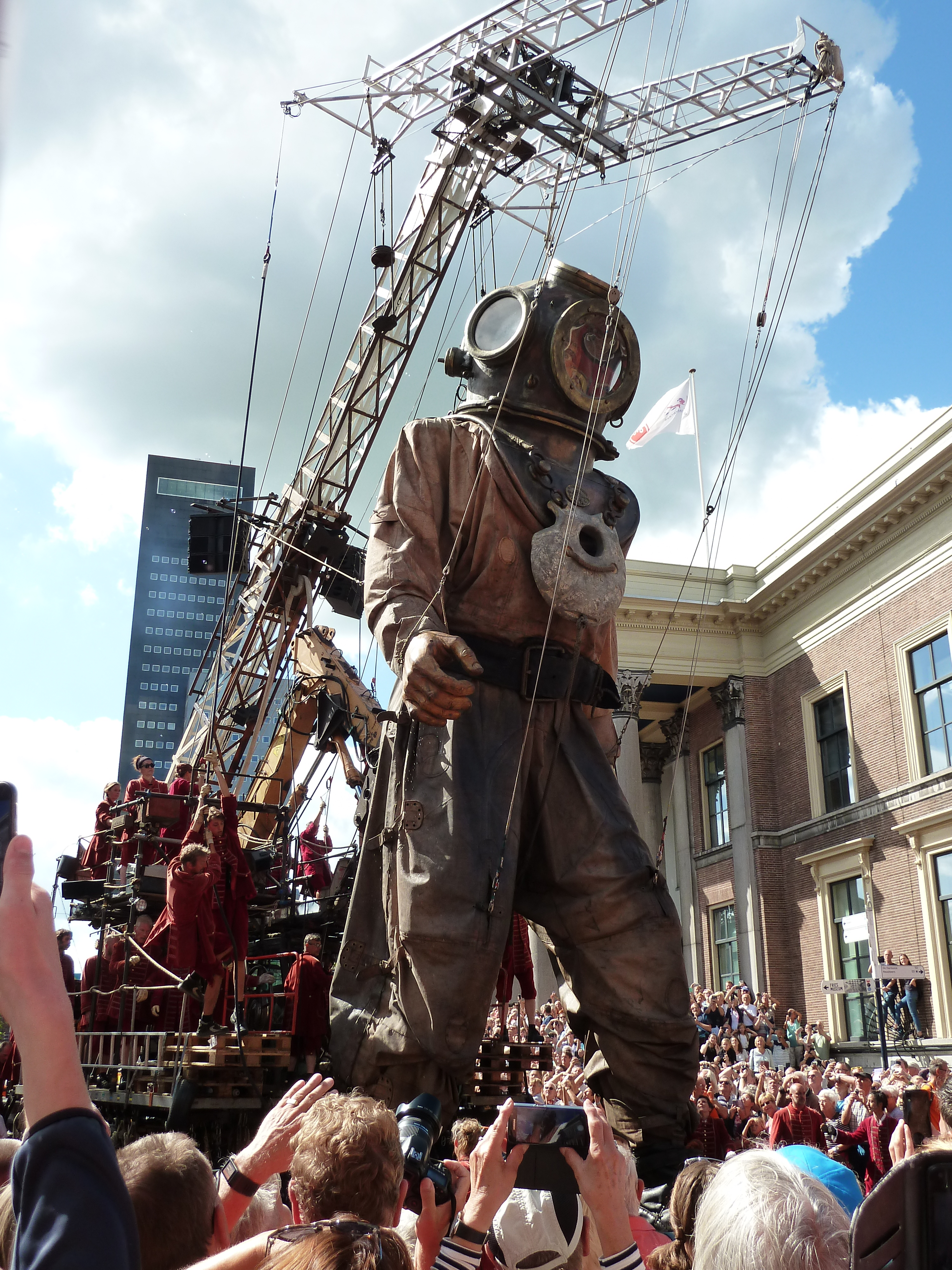
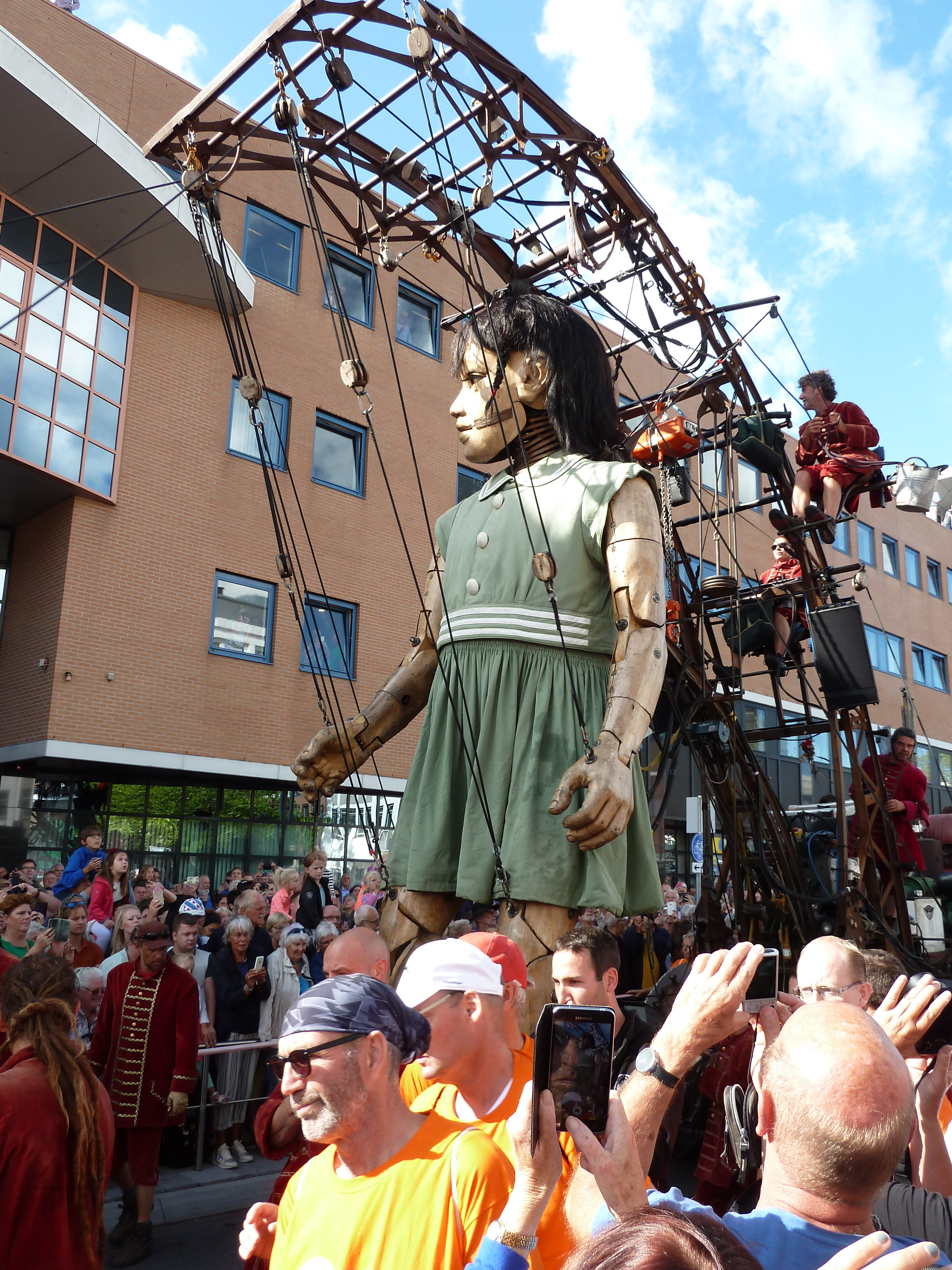
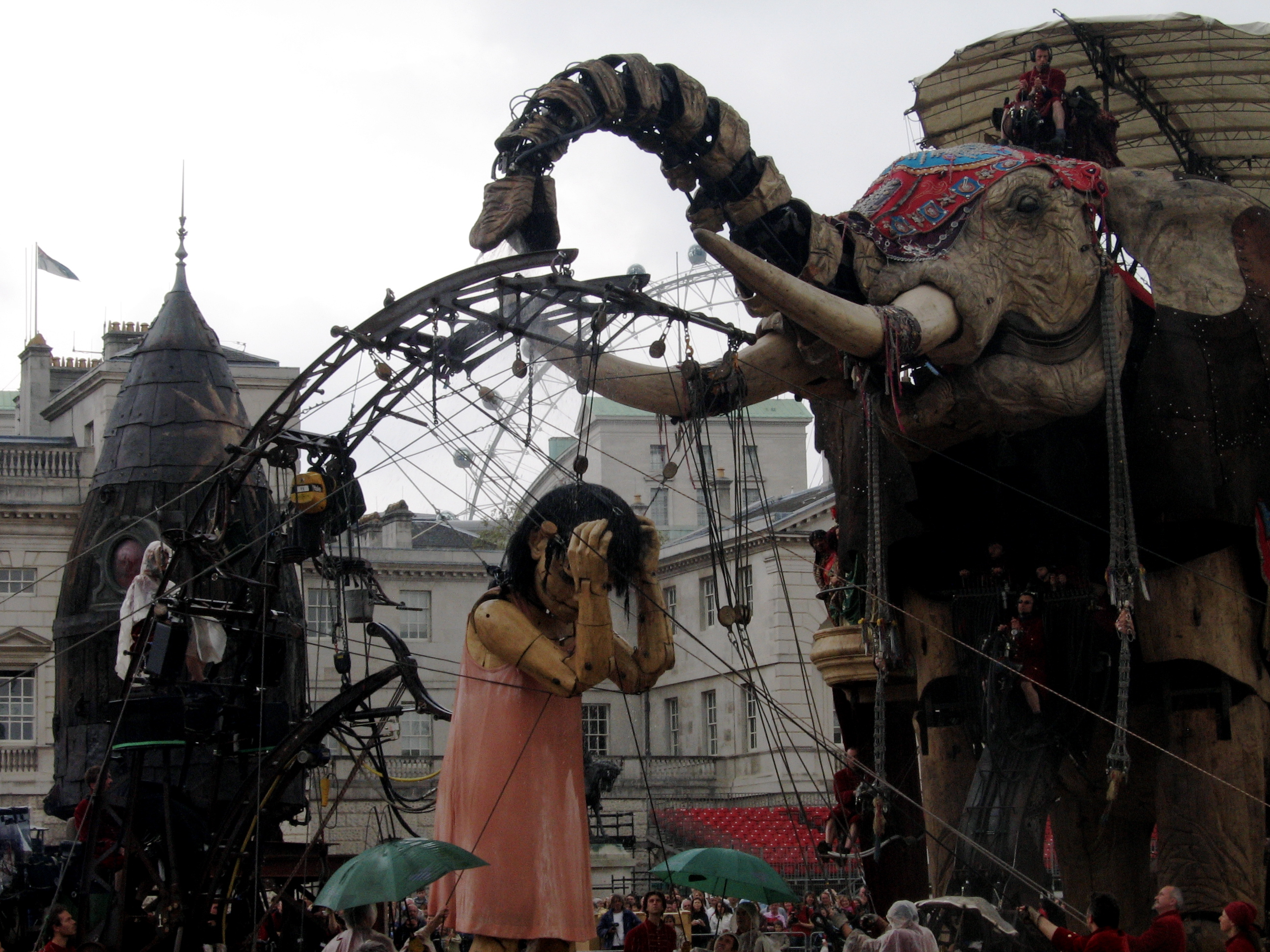
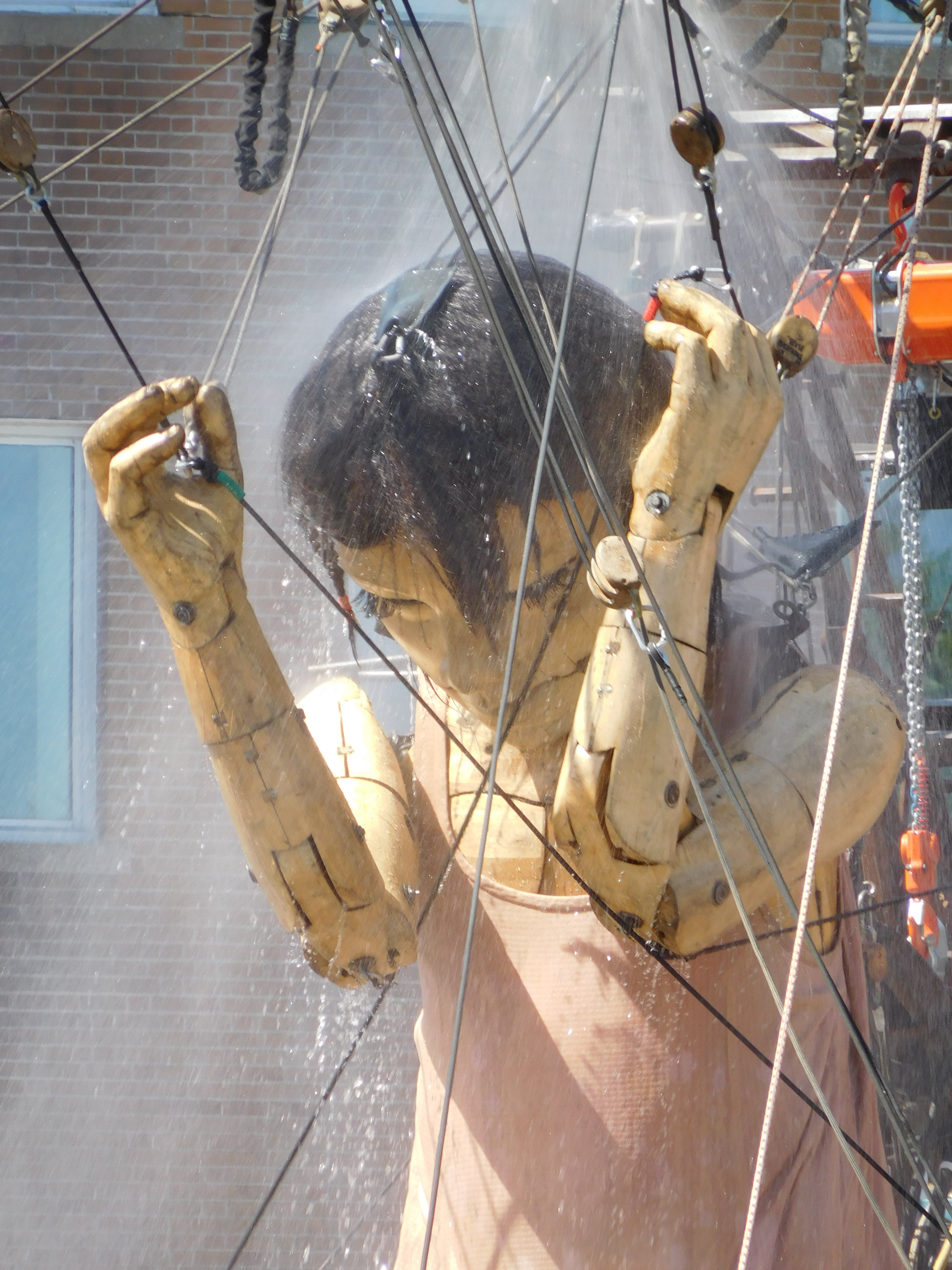

## 같이 보기
- 인형극
- 거리 공연